# Pelargonium redactum
Pelargonium redactum är en näveväxtart som beskrevs av P. Vorster. Pelargonium redactum ingår i släktet pelargoner, och familjen näveväxter. Inga underarter finns listade i Catalogue of Life.